# Автошлях Т 2528
Автошля́х Т 2528 — автомобільний шлях територіального значення у Чернігівській області. Пролягає територією Козелецького та Бобровицького районів через Козелець — Бобровицю. Загальна довжина — 33,4 км.

## Маршрут
Автошлях проходить через такі населені пункти:
| Автошлях Т 2528      |                       |
| Чернігівська область |                       |
| Козелецький район    |                       |
| Козелець             | М01Т 2513Т 2535Т 2549 |
| Тополі               |                       |
| Бригинці             |                       |
| Мостище              |                       |
| Бобровицький район   |                       |
| Марківці             |                       |
| Бобровиця            | Т 2526Т 2527          |